# Chaetocnema arenacea
Chaetocnema arenacea es un coleóptero de la familia Chrysomelidae. Fue descrita científicamente en 1860 por Allard.